# Allopumiliotoxin 267A
Allopumiliotoxin 267A es una toxina que se encuentra en la piel de varias ranas venenosas de la familia Dendrobates. Es un miembro de la clase de compuestos conocidos como allopumiliotoxinas . Las ranas producen la toxina mediante la modificación de la versión original, pumiliotoxin 251D. Se ha probado en ratones y comprobado que es cinco veces más potente que la versión anterior. Se ha producido sintéticamente a través de una variedad de rutas diferentes.